# Thomas Bellew
Thomas „Tom“ Bellew (* 11. April 1943 im County Louth; † 28. Oktober 1995 im County Louth) war ein irischer Politiker. 

## Karriere
Thomas Bellew wurde 1979 in den Louth County Council gewählt. Er versuchte dann auch, bei den Wahlen zum Dáil Éireann 1981 im Wahlkreis Louth für die Fianna Fáil einen Sitz zu erringen. Das misslang allerdings. Erst bei den Wahlen im Februar 1982 konnte er genügend Stimmen auf sich vereinen, um als Teachta Dála (Abgeordneter) in den Dáil Éireann einzuziehen. Seinen Sitz verlor er allerdings bei den Wahlen im November 1982. Wenig später trat er aus der Partei aus und kandidierte fortan als Unabhängiger.
Bei den Wahlen 1987 und 1992 konnte er nicht genügend Stimmen auf sich vereinigen. Nach ihm ist eine Straße in Dundalk benannt.
Thomas Bellew war mit Helen verheiratet und hatte mehrere Söhne und Töchter.